# Hansville (Washington)
Hansville es un área no incorporada ubicada en el condado de Kitsap en el estado estadounidense de Washington.

## Geografía
Hansville se encuentra ubicado en las coordenadas 47°55′7″N 122°33′15″O / 47.91861, -122.55417.